# You (TV-serie)
You är en amerikansk TV-serie skapad av Greg Berlanti och Sera Gamble. Serien hade premiär 9 september 2018 på Lifetime. Den 3 december 2018 meddelades att serien skulle flytta till Netflix som en Netflix Original-titel, före premiären för andra säsongen.

## Rollista (i urval)
- Penn Badgley - Joe Goldberg
- Elizabeth Lail - Guinevere Beck
- Luca Padovan - Paco
- Zach Cherry - Ethan
- Shay Mitchell - Peach Salinger
- Victoria Pedretti - Love Quinn
- James Scully - Forty Quinn
- Jenna Ortega - Ellie Alves
- Ambyr Childers - Candace
- Carmela Zumbado - Delilah Alves